# ファイトだ!!ピュー太
『ファイトだ!!ピュー太』（ファイトだ ピューた）は、1968年4月6日から同年9月28日までNET（現・テレビ朝日）系列局で放送されていたテレビアニメである。毎日放送と放送動画制作の共同製作。雪印乳業（現・雪印メグミルク）の一社提供。全26話。放送時間は毎週土曜日 19:30 - 20:00 （日本標準時）。モノクロ作品。

## 概要
ムロタニツネ象の漫画作品『ドクター・ツルリ』をテレビ向けに脚色した作品である。発明が得意な主人公・今野ピュー太が毎回祖父のツルリ博士と変わったメカを開発し、ライバル発明家のワルサー7世とその助手のブレーキと対決する。反戦、水爆、米ソ問題、土地買収問題、デモ、アメコミ、サイケデリックアートなどの世相・風俗ネタが取り入れられており、洋画作品や他のアニメ作品のオマージュやパロディ、動画をコマ送りしなければ分からないような一瞬のギャグもある。
エンディングの冒頭は次回予告も兼ねた形になっているが、本放送時には流れる映像に生で予告のテロップとナレーションを入れるという手法を採っていた。そのため現存するフィルムにはそのどちらも入っていない。また、次回予告の無い最終回ではエンディングの冒頭からクレジットが入り、演出担当の近藤英輔の名が最後に枠内へと入っていく演出がある。それ以外の回では、ドラムを演奏中のブレーキが最後に「また来週、お会いしましょう！」という締めの台詞で番組は終了する。
作品制作を請け負っていた放送動画制作のアニメーション製作部は本作を最後に解散する。その後1972年には「大日」へ社名変更し、テレビコマーシャルなどの制作会社として活動することになるが、後に社員の一部がオフィス・ユニを設立し、同じく毎日放送で放送されていたミニアニメ『キリンものしりシリーズ』の中期以降の作品制作を請け負っていた。
関西地区では1970年代初頭まで何回か再放送されていたが、関東地区では再放送の機会に恵まれなかった。その後全26話分のフィルムが行方不明になっていたが、1990年に『おそ松くん』や『かみなり坊やピッカリ・ビー』とともに毎日放送千里丘放送センターのフィルム保管倉庫から全26話分の保存が確認された。それまで本作を収録したビデオソフトは無く、1989年にハミングバードから発売された『マニア愛蔵版 懐かし〜いTVアニメテーマコレクション』（VHS、LD版）にオープニング映像が収録されているのみであったが、フィルムの発見を機に第10話「南太平洋メチャクチャ大戦争」と『かみなり坊やピッカリ・ビー』を収録したVHSビデオソフトが、毎日放送開局40周年記念ソフトとして発売された。2005年6月29日には、コロムビアミュージックエンタテインメント（現・日本コロムビア）から全26話収録のDVD-BOXが発売され、1年後にはDVD単品の販売も行われた。2016年3月25日には、TCエンタテインメントから『想い出のアニメライブラリー 第55集 ファイトだ!! ピュー太 HDリマスター DVD-BOX』として再発売されている。

## 登場人物

### ピュー太一家
今野ピュー太
声 - 伊藤牧子
主人公。発明好きで行動力があり、そして正義感の強い少年。祖父のような立派な発明家を目指している。名前はコンピュータに由来する。普段は「タルコプター」を運転しながら、街の界隈から電器製品の修理や鍋の鋳掛けなど、研究所への御用聞きをしている。
ツルリ博士
声 - 関敬六
ピュー太の祖父。ビルの屋上にて研究所兼修理屋「ツルリ研究所」を営む。頭髪が薄いことを気にしており、それを唯一の研究材料をする以外はソファで惰眠を貪っている。本人曰く「呑気者」であるが常識人であり、ワルサーによる発明や科学の悪事利用に憤ったり、また無鉄砲で血気盛んなピュー太の言動を戒めることも多い。
昔は「ノーベル賞間違い無し」と言われていた超天才科学者であったが、1921年にアルベルト・アインシュタインに同賞を奪われ、ショックの余りに階段から落ちてピンぼけ状態となる。さらに財閥の令嬢として登場したカッコとの婚約も破棄される憂き目に遭う（第15話）。頭に衝撃を与えると、競馬のファンファーレとともに「来たど来たど来たどー！」または「閃いた閃いた閃いた！」と叫びながら一時的にハッスル状態になり超天才に戻る。さらにリキが入ると「ムッシュムラムラ！」と叫ぶ。

### ワルサー一味
ワルサー7世
声 - 小林恭治
名門出身の悪の天才科学者。ワルサー家の言い伝えに従ってツルリ博士達の発明品を狙い、それを悪用しようと企む。とてもずる賢いが間抜け。ネズミが苦手。オネエ言葉を多用し、口癖は「ワターシ」と「〜のよ」。街外れの小高い丘に邸宅兼アジトを構えている。普段は美容ダンス、ピアノの演奏、爪の手入れで余暇を潰している。
胸像からの指令に基づく任務遂行を始め、科学者として理念を相反するツルリへの対抗心は並々ならぬものがある。その上金銭への執着心も強く、それゆえに時の権力者や大富豪から利用されて言いなりになることもしばしばである。三枚目の役柄であるが、目的遂行のためには手段を選ばない。また発明の能力自体は一流であり、第二次世界大戦時には軍部の命令により、中国人の死体の脳を使ってサイボーグ部隊を作っていたことがある（第23話。一方のツルリは命令に背き、営倉に投獄されている）。ピュー太達を絶体絶命のピンチに追い詰めることもあるが、詰めの甘さや7世自身の慢心から逆転の機会を与え、敗北してしまう。名家の跡取りであることに重責を感じている様子で、作品初期には任務の失敗後に「名門は辛いですよ！」と泣きながら胸像からお仕置きをされて終了している。
ブレーキ（ブレーキのトメ）
声 - 相模武
ワルサー7世の手下で助手。頭は良くないが、怪力自慢で突っ込み役。ワルサーから給料制で雇われており、普段の家事、ワルサーカーの運転手はもとより、諜報や悪事の加担などでさんざん扱き使われている。ヘマをすると、ワルサーに「給料を下げる」と脅されることが多々ある。第13話では5か月も給料を貰っていないことが判明し、第25話ではワルサーに反発した。貯金が唯一の心の支えとなっており、「サラリーマンは辛いよ」と呟いたこともある。田舎に年老いた母親がいる。
第4話にて、10年後にはプロレスのプロモーターとして成功を収めていることが判明する。
ロボニャゴ
ワルサー邸で飼われているロボット型猫。人間の言葉を理解し、感情も表すことができ、さらには近所の野良猫たちとコミュニケーションが取れる。頭部にテレタイプ機能を搭載している。それゆえにワルサーからは「（作戦に失敗したら）ぶっ壊すわよ！」と脅され、カッコに愛想笑いをした途端に「なにがおかしいのよ！」と頭を叩かれたりと、損な役回りを請け負っている。
ワルサーI世の胸像
声 - 小林恭治
コンピューターやブレーキからの連絡を受け、ワルサー邸の地下からツルリの発明の略奪や悪事をワルサー達に指令し、彼らの行動を監視カメラでチェックしている。ワルサーからは「ご先祖様」と呼ばれ、胸像はワルサーを「7代目」と呼んでいる。その正体や動力源は一切不明で、ワルサー7世邸が木っ端微塵に破壊されても瓦礫の中から7世に救助を求める。
猜疑心が激しく、また命令の失敗続きを重ねるワルサーの能力を常々疑問視しており、第7話では度重なる失敗に業を煮やしワルサーを追放、ピュー太を後継ぎに迎えようとしたが、ピュー太に利用されてしまい、結局ワルサーを復帰させたこともある。

### その他
スガタカッコ
声 - 菅谷政子
レギュラー陣では唯一設定が一貫していない少女で、ブルジョア娘（第10話）・女スパイ（第19話）・美女コンテスト参加者（第24話）など、毎回様々な設定で登場する。通称カッコちゃん。
ろくさん
声 - 神山卓三
ツルリ研究所近くのクズ屋。温厚な人柄でピュー太・ツルリに協力し、発明に必要なくず鉄の提供はもとより、二人が起こした近隣住民とのトラブルを仲裁することもある。回によって設定が異なる場合があり、第24話ではカッコの父親役で登場する。
ビルの管理人さん
声 - 加藤みどり
屋上に居を構えるツルリ博士研究所が起こす騒動や家賃の未払いに悩まされている。
トン公、テン子、カン助
声 - 大竹宏、加藤みどり
研究所に住むネズミの兄妹。ピュー太達に協力する。原作ではピュー太達の仲間に加わる経緯が紹介されていたが、アニメでは省略されている。

## ワルサー家の言い伝え
- 発明は必ず人の迷惑になるものを考える。
- 誰の発明でも横取りする。
- ワルサー家の悪名を高めることなら、どんなことでもする。

## スタッフ
- 原案 - ムロタニ・ツネ象（ムロタニツネ象）
- 構成 - 斉藤賢、光延博愛、永沢詢
- 作画監督 - 小華和ためお
- 音楽 - 萩原哲晶
- 美術 - 児玉喬夫
- 背景 - 内田好之
- 撮影チーフ - 小林求
- 撮影 - 金沢和男
- 脚本チーフ - 鈴木良武
- 制作チーフ - 設楽雅司、清水保夫
- 制作進行 - 大江博宣 ほか
- 仕上 - 山下靖子、市川洋子
- 編集 - 榊原雅子
- オーディオ演出 - 高桑慎一郎
- 効果 - 赤塚不二夫（PAG、第1話 - 第6話）、芳野実
- 選曲 - 鳥居武秀
- 録音 - 森武、坂巻四郎
- 録音進行 - 田尻和世（第7話 - ）
- 台詞担当 - 相楽りつ子
- 監修 - 相馬英二郎（第1話 - 第6話）
- 制作 - 毎日放送、放送動画制作

## 主題歌
オープニング・エンディングテーマ「ファイトだ!!ピュー太」
作詞 - ユニ・グループ / 作曲 - 萩原哲晶 / 歌 - フォア・ジェッツ
エンディングではインストゥルメンタル版を使用。
挿入歌「ピュー太ぐるぐるソング だれが主役だ？」
作詞 - ユニ・グループ / 作曲 - 萩原哲晶 / 歌 - 伊藤牧子、相模武、小林恭治、関敬六、菅谷政子
上記2曲は、日本コロムビア、キングレコード、東芝レコード（現・EMIミュージック・ジャパン）の三社から発売されたレコードと朝日ソノラマから発売されたソノシートに収録されている。
作品中に流されるBGMの一部は、前作品『かみなり坊やピッカリ・ビー』より流用された。

## 各話リスト
| 話数 | 放送日        | サブタイトル                 | 脚本     | 演出       | 作画                       | カッコの役回り               | 声の出演                                    |
| ---- | ------------- | ---------------------------- | -------- | ---------- | -------------------------- | ---------------------------- | ------------------------------------------- |
| 1    | 1968年 4月6日 | 飛行船爆発大レース           | 鈴木良武 | 光延博愛   | 近藤英輔 竹内大三          | TVレポーター                 | - 神山卓三 - 風祭修一 - 槇伸子 - 矢田稔     |
| 2    | 4月13日       | ねらわれた宇宙猿             | 吉田喜昭 | 彦根のりお | 岡迫亘弘 熊野基雄          | 宇宙開発局員                 | - 中山輝夫 - 大竹宏                         |
| 3    | 4月20日       | ワルサー秘密工場             | 鈴木良武 | 永沢まこと | 林政行 斉藤博              | スポーツカーを運転する少女   | - 白石冬美 - 青野武 - 根本好章              |
| 4    | 4月27日       | ゆめゆめ夢を見るなかれ       | 伊東恒久 | 近藤英輔   | 金沢孝義 尾根英夫          | 花屋                         | - 井出良太 - 西尾徳 - 三浦利子              |
| 5    | 5月4日        | ゲラゲラ銃ゲリラ作戦         | 鈴木良武 | 吉川惣司   | 奥田誠治 杉井興司          | 客室乗務員                   | - 渡部猛 - 大竹宏                           |
| 6    | 5月11日       | 地上最低の作戦               | 鈴木良武 | 彦根のりお | 岡迫亘弘 熊野基雄          | 魚屋                         | - 立壁和也                                  |
| 7    | 5月18日       | クビになったワルサー         | 吉田喜昭 | 近藤英輔   | 金沢孝義 尾根英夫          | 蕎麦屋                       | - 大竹宏                                    |
| 8    | 5月25日       | 空飛ぶ秘密基地               | 伊東恒久 | 宇田川一彦 | 杉井興司 吉川惣司          | 保育所の先生                 | - 大宮悌二 - 北浜晴子 - 東美江 - 中山輝夫   |
| 9    | 6月1日        | 荒野の毛はえ薬               | 吉田喜昭 | 正延宏三   | 鈴木満 奥田誠治            | カメラマン                   | - 兼本新吾 - 里見たかし                     |
| 10   | 6月8日        | 南太平洋メチャクチャ大戦争   | 草川隆   | 倉橋こうじ | 林静一 鈴木欽一郎          | モデル                       | - 里見たかし - 加藤修 - 渡辺典子 - 大川修司 |
| 11   | 6月15日       | ねむれる宇宙のカッコちゃん   | 吉田秀子 | 小華和為雄 | 林政行 斉藤博              | 宇宙飛行士（主役回）         | - 和久井節緒 - 大竹宏                       |
| 12   | 6月22日       | 人間を猿にしろ               | 佐脇徹   | 光延博愛   | 岡迫亘弘 熊野基雄          | 公園の少女                   | - 三浦利子 - 英保久美子                     |
| 13   | 6月29日       | 巨象キング・バタリ           | 鈴木良武 | 彦根のりお | 林静一 鈴木欽一郎 月岡貞夫 | 獣医                         | - 大川修司 - 里見たかし                     |
| 14   | 7月6日        | 恐怖のプカプカ・マンション   | 吉田喜昭 | 近藤英輔   | 岡迫亘弘 熊野基雄          | モーターボートの少女         | - 稲村百合子                                |
| 15   | 7月13日       | ワターシ天才きみ気ちがい     | 鈴木良武 | 竹内大三   | 金沢孝義 尾根英夫          | 財閥の令嬢（回想シーンのみ） | - 加藤修 - 英保久美子                       |
| 16   | 7月20日       | 一億円大レース               | 伊東恒久 | 正延宏三   | 宇田川一彦 杉井興司        | ジョッキー                   | - 仲木隆司 - 立壁和也                       |
| 17   | 7月27日       | ギラギラッとだましあえ       | 伊東恒久 | 瀬山義文   | 林政行 斉藤博              | アイスクリーム売りの少女     | - 里見たかし - 三浦利子 - 石森達幸          |
| 18   | 8月3日        | 万能破かい車現わる!!         | 伊東恒久 | 竹内大三   | 林政行 斉藤博              | ガッポリーネの娘             | - 内海賢二 - 仲曽根雅夫 - 西尾徳            |
| 19   | 8月10日       | 水爆ドカ〜ン5秒前！          | 北川令   | 小華和為雄 | 岡迫亘弘 熊野基雄          | 諜報部員（主役回）           | - 青野武 - 水鳥鉄夫                         |
| 20   | 8月17日       | 不死身の大怪盗ツルリ？       | 不明     | 不明       | 不明                       | TVレポーター                 | - 加藤修                                    |
| 21   | 8月24日       | 零下100 恐怖のクーラー       | 鈴木良武 | 平田敏夫   | 林政行 斉藤博              | 氷屋                         | - 兼本新吾 - 中島喜美栄                     |
| 22   | 8月31日       | ガッポリ盗め南海の楽園       | 鈴木良武 | 光延博愛   | 林静一 鈴木欽一郎          | 島の村長                     | - 仲曽根雅夫 - 寺田彦祐 - 水鳥鉄夫          |
| 23   | 9月7日        | よみがえるノータリン部隊     | 永沢詢   | 永沢詢     | 金沢孝義 倉橋孝治          | ピュー太の友達               | - 森山周一郎 - 肝付兼太 - 石森達幸          |
| 24   | 9月14日       | ミス・サイケ世界一になる方法 | 鈴木良武 | 竹内大三   | 岡迫亘弘 熊野基雄          | ろくさんの娘（主役回）       | - 肝付兼太 - 遠藤晴 - 英保久美子            |
| 25   | 9月21日       | 泣き笑いやきいも仮面         | 鈴木良武 | 彦根のりお | 鈴木英二 伊勢田幸彦        | おでんや                     | - 貴家堂子 - 三上由紀 - 立壁和也 - 東美江   |
| 26   | 9月28日       | ワターシ帰る星もないのよ     | 鈴木良武 | 近藤英輔   | 倉橋孝治 金沢孝義          | 八百屋                       | - 加藤修                                    |

他に第1話のパイロット版として「飛行船大レース」があり、放送版の「飛行船爆発大レース」とはレースの結末が異なる、銅像の声が音声処理されていないなどの違いがある。このバージョンは、DVDに映像特典として収録されている。

## 放送局
- 毎日放送（製作局）
- 北海道放送：月曜 18:00 - 18:30[15]
- 秋田放送：木曜 17:30 - 18:00(放送終了後の1969年10月2日から)[16]
- 東北放送（1969年に放送）：木曜 17:30 - 18:00[17]
- NETテレビ
- 山梨放送：月曜 - 金曜 17:20 - 17:50（1969年1月6日放送開始）[18]
- 名古屋テレビ
- 山陽放送（1969年1月時点、当時の放送対象地域は岡山県のみ）[19]
- 中国放送：水曜 18:00 - 18:30（1969年1月時点）[19]
- 高知放送：木曜 17:00 - 17:30（1969年1月時点）[20]
- 九州朝日放送
- 琉球放送：火曜 18:00 - 18:30（1969年1月時点）[21]

## 漫画
小学館の『別冊少年サンデー』および小学館の学年別学習雑誌の『小学一年生』から『小学四年生』に、ムロタニ・ツネ象自身による漫画が連載された。